# Lars Caspersson
Lars Caspersson, känd som Casper på Vallen, född 22 december 1835 i Norra Råda församling, Värmlands län, död 1 december 1929 i Munkfors församling, Värmlands län, var en svensk folkmusiker.

## Biografi
Lars Caspersson föddes 1835 i Norra Råda socken. Han lärde sig spela fiol av inspektorn i Sjögränd och kom att kallas Casper på Vallen. Sina låtar fick hade han efter spelmän i Råda socken, såsom Per Nilsson i Skogsta, Sven på Dal'n och inspektorn i Sjögränd. Caspersson spelade ofta tillsammans med Erik Christian Gadde. Han avled 1929 i Munkfors socken.

## Upptecknade låtar
Upptecknade låtar 1920 av Dan Danielsson efter Caspersson.
- Polska i G-dur.[3]
- Polska i C-dur.[3]

Upptecknade låtar 1927 av Olof Andersson efter Caspersson.
- Polska i G-dur.[3]
- Halling i D-dur.[3]
- Vals i G-dur.[3]
- Polska i G-dur.[3]